# ひたちなか市立美乃浜学園
ひたちなか市立美乃浜学園（ひたちなかしりつ みのはまがくえん）は、茨城県ひたちなか市磯崎町にある公立義務教育学校。文部科学省の学校コードはC208222100012。

## 概要
ひたちなか市東部に位置する。2021年（令和3年）に、ひたちなか市初の義務教育学校として、同市立平磯小学校・磯崎小学校・阿字ケ浦小学校の3小学校と、同市立平磯中学校・阿字ケ浦中学校の2中学校を統合して設置された。
美乃浜学園の開校に先立ち、2021年（令和3年）3月13日には、近隣を通過するひたちなか海浜鉄道湊線に美乃浜学園駅が設置されている。

### 校名の由来
「美乃浜」には「美しい海（浜）」という意味以外にも、平磯、磯崎、阿字ヶ浦の三地区を表す「三」と未来への大きな飛躍を表す「未」の意味も込められている。
また、令和時代に開校することから、令和の典拠である『万葉集』に収められた和歌のうち、磯崎について詠った
を引用している。しかし、本来の意味の磯崎や「許奴美の浜」、磐城山（現在の薩埵峠）は静岡県であるとする説が有力である。

## 沿革

### 概歴

#### 平磯小学校（1873年 - 2021年）
1873年（明治6年）8月11日に平磯村の琴平神社付近に創設され、同年11月1日に開校する。翌年4月1日には磯崎分校を設置した。1876年（明治9年）に平磯村の小学校を平磯小学校とした。1886年（明治19年）12月1日には、小学校令により平磯尋常小学校に改称する。その後、1941年（昭和16年）には国民学校令公布により平磯町国民学校に改称し、さらに戦後の学校教育法施行にあたって、平磯町立平磯小学校に改称した。以後の市町村合併によって、1954年（昭和29年）3月31日には那珂湊市立平磯小学校、1994年（平成6年）11月1日にはひたちなか市立平磯小学校に改称している。2021年（令和3年）4月1日にひたちなか市立美乃浜学園が開校することに伴い、その前日をもって閉校した。
校地は琴平神社付近で創設後、仲町津神社付近、圷町新屋漁業裏、平磯町250番地の順に移転し、以降は閉校まで変化無し。
2020年（令和2年）度の在籍児童数は191名で、2021年（令和3年）3月31日の閉校時点での卒業生総数は12,822名である。

#### 磯崎小学校（1890年 - 2021年）
1890年（明治23年）に設置された磯崎分教場が源流となっている。1903年（明治3年）9月8日に独立し、磯崎尋常小学校として開校した。その後、1941年（昭和16年）には国民学校令公布により平磯町立磯崎国民学校に改称し、さらに戦後の学校教育法施行にあたって、平磯町立磯崎小学校に改称した。以後の市町村合併によって、1954年（昭和29年）3月31日には那珂湊市立磯崎小学校、1994年（平成6年）11月1日にはひたちなか市立磯崎小学校に改称している。2021年（令和3年）4月1日にひたちなか市立美乃浜学園が開校することに伴い、その前日をもって閉校した。
2011年（平成23年）に発生した東日本大震災の影響で2階建てのRC造校舎が損壊し、2011年から約2年間は旧茨城県立那珂湊第二高等学校の校舎で授業を実施していた。なお、校舎は2013年（平成25年）に軽量鉄骨造で再建されている。
2020年（令和2年）度の在籍児童数は63名で、2021年（令和3年）3月31日の閉校時点での卒業生総数は5,220名である。

#### 阿字ケ浦小学校（1878年 - 2021年）
1878年（明治11年）7月1日に、阿字ケ浦小学校の前身となる前浜小学校が開校した。1881年（明治14年）に一度廃止されるが、1885年（明治18年）5月3日に再び設置される。しかし、翌年4月1日からは前渡尋常小学校と統合し、再び廃止される。1890年（明治23年）には、前渡尋常高等小学校前浜分教場が設置され、これが1904年（明治37年）2月4日に前渡尋常小学校として再び独立する。1934年（昭和9年）4月2日には高等科が設置されると同時に、阿字ケ浦尋常高等小学校に改称した。その後、1941年（昭和16年）には国民学校令公布により阿字ケ浦国民学校に改称し、さらに戦後の学校教育法施行にあたって、前渡村立阿字ケ浦小学校に改称した。以後の市町村合併によって、1954年（昭和29年）3月31日には那珂湊市立阿字ケ浦小学校、1994年（平成6年）11月1日にはひたちなか市立阿字ケ浦小学校に改称している。2021年（令和3年）4月1日にひたちなか市立美乃浜学園が開校することに伴い、その前日をもって閉校した。
2020年（令和2年）度の在籍児童数は105名で、2021年（令和3年）3月31日の閉校時点での卒業生総数は3,161名である。

#### 平磯中学校（1947年 - 2021年）
1947年（昭和22年）4月1日に学校教育法が施行されたことにより、同年5月3日に平磯町立平磯中学校として開校した。開校時は平磯小学校の敷地内に併設する形であったが、1955年（昭和30年）9月20日に平磯町3550番地に校舎が完成し、同地に移転している。なお、市町村合併によって、1954年（昭和29年）3月31日には那珂湊市立平磯中学校、1994年（平成6年）11月1日にはひたちなか市立平磯中学校に改称している。その後、2021年（令和3年）4月1日にひたちなか市立美乃浜学園が開校することに伴い、その前日をもって閉校した。
2020年（令和2年）度の在籍生徒数は138名で、2021年（令和3年）3月31日の閉校時点での卒業生総数は10,665名である。

#### 磯崎中学校（1947年 - 1948年）
1947年（昭和22年）4月1日に学校教育法が施行されたことにより、平磯町立磯崎中学校として開校した。翌年に平磯町立平磯中学校に統合されている。

#### 阿字ケ浦中学校（1947年 - 2021年）
1947年（昭和22年）に学校教育法が施行されたことにより、前渡村立阿字ケ浦中学校として開校した。開校時は阿字ケ浦小学校の敷地内に併設する形であったが、阿字ケ浦町610番地に校舎が完成すると、同地に移転している。なお、市町村合併によって、1954年（昭和29年）3月31日には那珂湊市立阿字ケ浦中学校、1994年（平成6年）11月1日にはひたちなか市立阿字ケ浦中学校に改称している。その後、2021年（令和3年）4月1日にひたちなか市立美乃浜学園が開校することに伴い、その前日をもって閉校した。
2020年（令和2年）度の在籍生徒数は31名で、2021年（令和3年）3月31日の閉校時点での卒業生総数は3,249名である。

#### 美乃浜学園（2021年 - ）
2011年（平成23年）3月11日に発生した東日本大震災による各校の校舎被災と地域の少子化を機に、学校再編の検討が始まった。
2021年（令和3年）4月1日、ひたちなか市立美乃浜学園として、ひたちなか市立平磯小学校、ひたちなか市立磯崎小学校、ひたちなか市立阿字ヶ浦小学校、ひたちなか市立平磯中学校、ひたちなか市立阿字ケ浦中学校の5校を統合の上で開校した。

### 年表

#### 変遷
- 1873年（明治6年）
  - 8月11日 - 平磯町980番地の琴平神社付近にて平磯小学校創設[注 9][21][22]。
  - 11月1日 - 平磯小学校が開校する[注 9][21][22]。
- 1874年（明治7年）4月1日 - 平磯小学校磯崎分校を設置[注 9][21][22]。
- 1878年（明治11年）7月1日 - 前浜小学校が開校する[21][26]。
- 1881年（明治14年）
  - 前浜小学校が廃校になる[26]。
  - 5月1日 - 平磯小学校が仲町津神社付近に移転[22]。
- 1885年（明治18年）
  - 5月1日 - 平磯小学校が圷町新屋漁業裏に移転[22]。
  - 5月3日 - 前浜小学校が再び開校[26]。
- 1886年（明治19年）
  - 4月1日 - 前浜小学校が前渡小学校と統合して廃校[26]。
  - 12月1日 - 平磯小学校が平磯尋常小学校に改称[22]。
- 1890年（明治23年）
  - 2月1日 - 前渡尋常高等小学校前浜分教場が設置[26][27]。
  - 4月 - 磯崎分教場を設置[25]。
- 1899年（明治32年）2月11日 - 平磯尋常小学校が平磯町250番地に移転[22]。
- 1902年（昭和35年）8月 - 磯崎分教場の校舎を荒地町に新設[25]。
- 1903年（明治36年）9月8日 - 磯崎分教場が独立して磯崎尋常小学校が開校[21][25]。
- 1904年（明治37年）2月4日 - 前渡尋常高等小学校前浜分教場が前渡尋常小学校として独立開校[26][27]。
- 1906年（明治39年）7月1日 - 平磯尋常小学校の敷地内に平磯町立水産補修学校が開校[22]。
- 1919年（大正8年）3月 - 磯崎尋常小学校が磯崎町4598番地に移転[25]。
- 1933年（昭和8年）12月1日 - 平磯尋常小学校の校訓・校章・校歌が制定される[22]。
- 1934年（昭和9年）4月2日 - 前渡尋常小学校に高等科が設置され、阿字ケ浦尋常高等小学校に改称[26]。
- 1941年（昭和16年）4月1日 - 国民学校令公布により、平磯尋常小学校が平磯町国民学校[22]、磯崎尋常小学校が平磯町立磯崎国民学校[25]、阿字ケ浦尋常高等小学校が阿字ケ浦国民学校に改称[26]。
- 1947年（昭和22年）
  - 4月1日 - 学校教育法施行により、平磯町国民学校が平磯町立平磯小学校[22][24]、平磯町立磯崎国民学校が平磯町立磯崎小学校に改称[24][25]。
  - 4月11日 - 学校教育法施行により、阿字ケ浦国民学校が前渡村立阿字ケ浦小学校に改称[24][26]。前渡村立阿字ケ浦中学校が開校[24]。
  - 5月3日 - 学校教育法施行により、平磯町立平磯小学校に併設される形で平磯町立平磯中学校が開校[24][29]。また、同時に校訓を制定[29]。
- 1954年（昭和29年）
  - 3月30日 - 前渡村が那珂湊町と合併し、前渡村立阿字ケ浦小学校が那珂湊町立阿字ケ浦小学校、前渡村立阿字ケ浦中学校が那珂湊町立阿字ケ浦中学校に改称[24]。
  - 3月31日 - 平磯町が那珂湊町に編入されたことに伴い那珂湊市が市制施行。これにより、平磯町立平磯小学校が那珂湊市立平磯小学校[22][24]、平磯町立磯崎小学校が那珂湊市立磯崎小学校[24][22]、那珂湊町立阿字ケ浦小学校が那珂湊市立阿字ケ浦小学校[24][26]、平磯町立平磯中学校が那珂湊市立平磯中学校[24][29]、那珂湊町立阿字ケ浦中学校が那珂湊市立阿字ケ浦中学校に改称[24]。
- 1955年（昭和30年）9月20日 - 那珂湊市立平磯中学校の鉄筋校舎が平磯町3550番地に完成[29]。
- 1966年（昭和41年）10月1日 - 那珂湊市立阿字ケ浦小学校の校旗及び校歌が制定される[26]。
- 1994年（平成6年）11月1日 - 勝田市と那珂湊市の統合によってひたちなか市が発足し[24][31]、那珂湊市立平磯小学校はひたちなか市立平磯小学校[22][24]、那珂湊市立磯崎小学校はひたちなか市立磯崎小学校[24][25]、那珂湊市立阿字ケ浦小学校はひたちなか市立阿字ケ浦小学校[24][26]、那珂湊市立平磯中学校はひたちなか市立平磯中学校[24][29]、那珂湊市立阿字ケ浦中学校はひたちなか市立阿字ケ浦中学校に改称[24]。
- 2011年（平成23年）
  - 3月11日 - 各校が東日本大震災の被害を受け、一部では校舎が損壊[9]。
  - 4月 - ひたちなか市立磯崎小学校は旧茨城県立那珂湊第二高等学校の校舎を仮校舎として使用開始[25]。
- 2012年（平成24年）7月 - ひたちなか市立阿字ケ浦中学校が国営ひたち海浜公園初のスクールパートナーとなる[注 10][32]。
- 2013年（平成25年）2月 - 地震による被害を受けて損壊したひたちなか市立磯崎小学校の校舎が再建され、磯崎町4598番地に戻る[25]。
- 2016年（平成28年）11月8日 - 美乃浜学園建設予定地を選定[33]。
- 2021年（令和3年）
  - 3月31日 - ひたちなか市立平磯小学校、ひたちなか市立磯崎小学校、ひたちなか市立阿字ケ浦小学校、ひたちなか市立平磯中学校、ひたちなか市立阿字ケ浦中学校が閉校[9][10]。
  - 4月1日 - ひたちなか市立美乃浜学園が開校[2]。

#### 国際会議
- 2003年（平成15年）- 第3回世界水フォーラム （大阪府立国際会議場）にて発表（阿字ケ浦中学校）[9]。
- 2018年（平成30年）- 第17回世界湖沼会議（つくば国際会議場）にて発表（阿字ケ浦中学校）[9][34]。

#### 受賞
- 1954年（昭和49年）- 学校保健統計調査優秀校として文部大臣より表彰（平磯小学校）[9]。
- 2003年（平成15年）- 第3回世界水フォーラムで「グランドウォーターセッションアワー賞」を受賞（阿字ケ浦中学校）[9]。
- 2004年（平成16年）- 海岸清掃に関して、国土交通省地方整備局長より表彰（平磯小学校）[9]。
- 2006年（平成18年）- ボランティア活動に関して、国土交通省関東地方整備局長賞を受賞（阿字ケ浦小学校）[9]。
- 2013年（平成25年）- 海洋環境保全奉仕活動に関して、国土交通大臣より表彰（阿字ケ浦小学校）[9]。
- 2014年（平成26年）
  - 「海の日」海事関係功労者として国土交通大臣より表彰（平磯小学校）[9][35]。
  - 「いばらきの魅力再発見事業・学校ホームページ部門」で県知事賞を受賞（磯崎小学校）[9][36]。
- 2021年（令和3年）- 第16回学校給食甲子園優勝（美乃浜学園）[37]
- 2022年（令和4年）- 第35回茨城県建築文化賞「県建築士事務所協会長賞」（美乃浜学園）[注 11][5][6]

## 施設

### 敷地
- 所在地：〒311-1202 茨城県ひたちなか市磯崎町字入道5135番地[1][4]
- 所有者：ひたちなか市
- 敷地面積：57,835.58m2[3]

### 建物
敷地内の建物は以下の通りである。
| 棟番号 | 棟名称         | 構造            | 階数 | 階数 | 延床面積    | 建築年 | 耐震情報 | 耐震情報 | 備考 |
| 棟番号 | 棟名称         | 構造            | 地上 | 地下 | 延床面積    | 建築年 | 基準     | Is値     | 備考 |
| ------ | -------------- | --------------- | ---- | ---- | ----------- | ------ | -------- | -------- | ---- |
| 001    | 校舎棟         | RC造（一部S造） | 2    | 0    | 10,539.74m2 | 2021年 | 新基準   | 不明     |      |
| 002    | 屋内運動場     | RC造（一部S造） | 2    | 0    | 3,253.47m2  | 2021年 | 新基準   | 不明     |      |
| 003    | プール・部室棟 | S造             | 1    | 0    | 1,030.17m2  | 2021年 | 新基準   | 不明     |      |

## 学校規模
2023年（令和5年）5月1日現在の学校規模は以下の通りである。
| 児童・生徒数 | 514名  | 1年生  | 56名   |
| 児童・生徒数 | 514名  | 2年生  | 59名   |
| 児童・生徒数 | 514名  | 3年生  | 48名   |
| 児童・生徒数 | 514名  | 4年生  | 49名   |
| 児童・生徒数 | 514名  | 5年生  | 67名   |
| 児童・生徒数 | 514名  | 6年生  | 53名   |
| 児童・生徒数 | 514名  | 7年生  | 54名   |
| 児童・生徒数 | 514名  | 8年生  | 64名   |
| 児童・生徒数 | 514名  | 9年生  | 64名   |
| 学級数       | 23学級 | 23学級 | 23学級 |
| 通学区域人口 | 不明   | 不明   | 不明   |
| 通学区域面積 | 不明   | 不明   | 不明   |

## 部活動

### 常設部活動
常設の部活動は以下の通りである。
- 軟式野球部
- サッカー部
- 男子ソフトテニス部
- 女子ソフトテニス部
- 女子バスケットボール部
- 女子バレーボール部
- 吹奏楽部
- 美術部

### 特設部活動
特設の部活動は以下の通りである。
- 陸上競技部
- 駅伝部
- 水泳部
- 柔道部
- 伝統文化部

## 通学区域
以下の町丁字とその範囲を通学区域として指定している。
- 平磯町
- 鳥ケ台（一部）
- 平磯遠原町
- 磯崎町
- 阿字ケ浦町
- 新光町（1-93以外）

## 通学区域内の主要施設
- 美乃浜学園駅（ひたちなか海浜鉄道）

## 通学区域が隣接する学校

### 小学校
- ひたちなか市立前渡小学校[41]
- ひたちなか市立那珂湊第二小学校[41]
- ひたちなか市立那珂湊第三小学校[41]

### 中学校
- ひたちなか市立勝田第三中学校[42]
- ひたちなか市立那珂湊中学校[42]